# Ekstrandska villan
Ekstrandska villan är en byggnad vid Bergsmansgatan i Karlskoga centrum.
I byggnaden finns ett finländskt konsulat och företaget Previa.